# 노자와 다이조

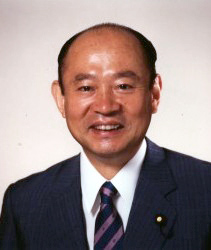
노자와 다이조

노자와 다이조(野沢 太三, 1933년 5월 6일 ~)는 일본의 기술사·공학박사·정치인으로, 전 참의원 의원이다. 제1차 고이즈미 내각 제2차 개조내각, 제2차 고이즈미 내각에서 법무대신을 지냈으며, 현재 한일해저터널 연구회의 회장을 맡고 있다.
나가노현 가미이나군 다쓰노정 출신으로, 도쿄 대학 공학부 토목공학과를 졸업한 후, 일본 국유 철도에 입사해 오사카 철도 관리국 시설 부장, 나가노 철도 관리 국장, 본부 시설 국장을 지냈다.
1986년, 국회의원 선거 비례구에서 자유민주당 공인으로 출마해 첫 당선되었다. 당선 후 홋카이도 개발 정무차관을 시작으로, 참의원에서 외무 위원장, 결산 위원장을 지냈다. 2002년, 참의원 헌법 연구 회장이 되었고, 이후 제1차 고이즈미 내각 제2차 개조내각에서 법무장관이 되었다. 제20회 일본 참의원 의원 통상 선거에 출마하지 않고, 참의원 의원 임기 만료 후인 2004년 9월, 법무대신에서 물러났다.

## 같이 보기
- 한일 해저 터널